# Bułanasz
Bułanasz (ros. Буланаш) – osiedle w Rosji, w obwodzie swierdłowskim, w rejonie artiomowskim. W 2010 liczyło 12 504 mieszkańców.